# Himalotrechodes
Himalotrechodes is een geslacht van kevers uit de familie van de loopkevers (Carabidae). De wetenschappelijke naam van het geslacht is voor het eerst geldig gepubliceerd in 1981 door Ueno.

## Soorten
Het geslacht Himalotrechodes is monotypisch en omvat slechts de volgende soort:
- Himalotrechodes insignis Ueno, 1981